# Pisuliidae
Pisuliidae (лат.) — семейство ручейников подотряда Integripalpia, включающее около 20 видов.

## Распространение
Африка, Мадагаскар.

## Описание
Личинки детритофаги, живут в домиках из растительных остатков на дне мелких водоёмов.
Оцеллии имаго отсутствуют; средние ноги с 4 голенными шпорами, задние с 3 шпорами.

## Систематика
2 рода и около 20 видов. Таксон был создан в 1967 году.
- - Pisulia Marlier, 1943 (9 видов)[8]
    - Pisulia albimaculata Stoltze, 1989
    - Pisulia austrina Morse, 1974
    - Pisulia gitteae Stoltze, 1989
    - Pisulia glabra Marlier, 1943 typus
    - Pisulia hirta Marlier, 1953
    - Pisulia lata Johanson, 2010 (Мадагаскар)[4]
    - Pisulia magna Johanson, 2010 (Мадагаскар)
    - Pisulia pinheyi Kimmins, 1957
    - Pisulia stoltzei Johanson, 2009 (остров Майотта, Коморские острова)[7]

  - Silvatares Navás, 1931 (10 видов, ранее в составе Calamoceratidae)
    - (= Dyschimus Barnard, 1934)
    - Dyschimus chitae
    - Dyschimus collyrifer
    - Dyschimus crassus
    - Dyschimus ensifer
    - Dyschimus furcifer
    - Dyschimus longinquus
    - Dyschimus madagascariensis
    - Dyschimus ornithocephalus
    - Dyschimus thrymmifer